# Santo Eusébio (título cardinalício)
Santo Eusébio (em latim, S. Eusebii) é um título cardinalício instituído em torno do século V, sendo enunciado no sínodo romano de 1 de março de 499. Em 8 de junho de 1839, foi suprimido pelo Papa Gregório XVI e transferido para o título de Santos André e Gregório no Monte Celio, sendo restaurado ''pro hac vice tantum em 25 de junho de 1877, pelo Papa Pio IX.
A igreja titular deste título é Sant'Eusebio.

## Titulares protetores
- Valentino (492-494)
- Probiano (494-?)
- Bono (590-?)
- Estêvão (745- 761)
- Teopempto (761-?)
- Luciano (827?- 853)
- Lucino (ou Luciano) (853-?)
- Robert (1088-1112)
- Roberto (1099- circa 1115)
- Giovanni O.S.B. (circa 1114-1121)
- Roberto (1121-1123 ou 1127)
- Pietro (1130), pseudocardeal do Antipapa Anacleto II
- Robert Pullen (ou Pulle, ou Pullus, ou Pullan, ou Pully) (circa 1142-1146)
- Raniero (1165?- 1178)
- Rogerio (ou Ruggiero), O.S.B. (1178- circa 1184 ou 1212 ou 1221)
- Nicolas Caignet de Fréauville, O.P. (1305-1323)
- Raymond de Mostuejouls (1327-1335)
- Etienne de Poissy (ou Paris) (1368-1373)
- Guglielmo Sanseverino (1378)
- Francesco Moricotti Prignani (1378-1380)
- Aymeric de Magnac (1383-1385), pseudocardeal do Antipapa Clemente VII
- Amie de Lautrec (1385-1390), pseudocardeal do Antipapa Clemente VII
- Alamanno Adimari (1411-1422), pseudocardeal do Antipapa João XXIII
- vacante (1422-1426)
- Henry Beaufort Lancaster (1426-1447)
- Astorgio Agnesi (1448-1451)
- Richard Olivier de Longueil (1456-1470)
- Oliviero Carafa (1470-1476); in commendam (1476-1511)
- Pietro Accolti (1511-1523); in commendam (1523-1527)
- Benedetto Accolti (1527-1549)
- Francisco Mendoza de Bobadilla (1550-1566)
- Antonio Carafa (1568-1573)
- Vacante (1573-1583)
- Antonio Carafa (1583-1584)
- Giulio Canani (1584-1591)
- Vacante (1591-1596)
- Camillo Borghese (1596-1599) Eleito Papa Paulo V em 1605
- Arnaud d'Ossat (1599-1604)
- Ferdinando Taverna (1604-1619)
- Jean de Bonsi (1621)
- Marcantonio Gozzadini (1621-1623)
- Lucio Sanseverino (1623) (?)
- Giacomo Cavalieri (1626-1629)
- Giovanni Battista Pamphilj (1630-1644) Eleito Papa Inocêncio X
- Girolamo Grimaldi-Cavalleroni (1644-1655)
- Nicola Guido di Bagno (1657-1663)
- Vacante (1663-1668)
- Paolo Emilio Rondinini (1668)
- Carlo Gualterio (1669-1673)
- Camillo Massimo (1673-1676)
- Vacante (1676-1689)
- Piero de Bonzi (1689-1703)
- Francesco Martelli (1706-1717)
- Imre Csáky (1721-1732)
- Pompeio Aldrovandi (1734-1752)
- Enrico Enríquez (1754-1756)
- Vacante (1756-1762)
- Jean-François-Joseph Rochechouart de Faudoas (1762-1777)
- Guglielmo Pallotta (1777-1782)
- Giovanni Andrea Archetti (1785-1800)
- Giuseppe Firrao (1801-1830)
- Paolo Polidori (1834-1839)
- Título suprimido em 1839
- Título restabelecido em 1877
- Johann Rudolf Kutschker (1877-1881)
- Domenico Agostini (1882-1886)
- Cölestin Josef Ganglbauer, O.S.B. (1886-1889)
- Joseph-Alfred Foulon (1889-1893)
- Benito Sanz y Forés (1893-1895)
- Antonio María Cascajares y Azara (1896-1898)
- Agostino Richelmy (1899-1911)
- János Csernoch (1914-1927)
- Carlo Dalmazio Minoretti (1929-1938)
- Juan Gualberto Guevara (1946-1954)
- Franz König (1958-2004)
- Daniel DiNardo (2007- atual)